# Germanes dels Sants Àngels Custodis
Les Germanes dels Sants Àngels Custoris (en castellà Hermanas de los Santos Ángeles Custodios) són un institut religiós femení, una congregació religiosa fundada en 1894 per Rafaela Ybarra, les germanes de la qual posposen al seu nom les sigles R.A.C.

## Història
La congregació va ser fundada per Rafaela Ybarra de Vilallonga (1843-1900) per a oferir hostatge, suport econòmic i formació a les joves de pagès sense recursos que anaven a Bilbao cercant feina i estaven exposades a riscos de tota classe.
Ybarra, seglar de bona família, havia obert a Bilbao una casa per acollir-les, anomenada la Casa de Perseverança. Per portar la casa, va instituir, amb tres companyes seves, el 8 de desembre de 1894, la Fraternitat dels Sants Àngels Custodis. Aviat, a més de l'acolliment, van començar a fer formació i instrucció als nens, per als quals van obrir el Colegio de los Ángeles Custodios, també a Bilbao (1899).
Un cop morta la fundadora, el bisbe de Bilbao va convertir la fraternitat en congregació de dret diocesà amb el nom de Germanes dels Sants Àngels Custodis: era l'11 de març de 1901. Va obtenir el decretum laudis pontifici el 21 de gener de 1929 i l'aprovació definitiva el 2 de juliol de 1940.

## Activitats i difusió
Les Germanes dels Sants Àngels Custodis es dediquen a la instrucció i l'educació cristiana dels joves, mitjançant col·legis, internats i residències universitàries.
Són presents a Espanya, Argentina, Brasil, Colòmbia, República Dominicana, Puerto Rico i Xile. La seu general és a Madrid.
Al final de 2005 tenia 193 religioses en 34 cases.